# New Lots (Brooklyn)
New Lots est un quartier de la ville de New York situé dans l'est de l'arrondissement de Brooklyn. En 1852, le quartier prit le nom de Town of New Lots après s'être séparé de la ville de Flatbush mais il fut annexé par Brooklyn en 1886. La population du quartier est majoritairement afro-américaine et hispanique. En ce qui concerne les transports en commun, le quartier est desservi par l'IRT New Lots Line.